# Maksim Rybin
Maksim Wiaczesławowicz Rybin (ros. Максим Вячеславович Рыбин; ur. 15 czerwca 1981 w Moskwie) – rosyjskihokeista, reprezentant Rosji, trener.
Jego brat Artiom (ur. 1979) był także hokeistą.

## Kariera zawodnicza
- Spartak Moskwa (1996-1999)
- Sarnia Sting (1999-2001)
- Saławat Jułajew Ufa (2001-2002)
- Siewierstal Czerepowiec (2002-2004)
- Spartak Moskwa (2002-2003, 2004-2005)
- Awangard Omsk (2005-2006)
- Mietałłurg Nowokuźnieck (2006-2007)
- Spartak Moskwa (2007-2009)
- SKA Sankt Petersburg (2009-2013)
- Witiaź Podolsk (2013)
- Nieftiechimik Niżniekamsk (2013-2016)
- Łada Togliatti (2016-2017)
- Siewierstal Czerepowiec (2017-2018)
- Saławat Jułajew Ufa (2018-2019)

Wychowanek Spartaka Moskwa. Uczestniczył w turnieju mistrzostw świata juniorów do lat 18 edycji 1999. Potem był reprezentantem seniorskiej kadry.
W sezonie KHL (2011/2012) nie przeszedł udanie kontroli antydopingowej, gdyż w jego organizmie wykryto podwyższoną zawartość sibutraminy (lek stosowany hamujący łaknienie w leczeniu otyłości). Oba środki są zakazane przez Światową Agencję Antydopingową (WADA). W związku z tym 9 czerwca 2012 roku Komitet Dyscyplinarny Rosyjskiej Agencji Antydopingowej zawiesił go na 3 miesiące - z tego względu nie wystąpił w dwóch pierwszych meczach sezonu KHL (2012/2013). 31 maja 2013 podpisał dwuletnią umowę z klubem Witiaź Podolsk. Był jej kapitanem od początku sezonu KHL (2013/2014), zaś na początku listopada 2013 klub rozwiązał z nim kontrakt. Następnie został zawodnikiem Nieftiechimika Niżniekamsk. W kwietniu 2014 przedłużył kontrakt z klubem rok. Od września 2016 zawodnik Łady Togliatti. Od maja 2017 ponownie zawodnik Siewierstali. W grudniu 2018 przeszedł do Saławatu i tam dokończył swój ostatni sezon.

## Kariera trenerska
W maju 2021 wszedł do sztabu trenerskiego Chimika Woskriesiensk.

## Sukcesy
Klubowe
- Srebrny medal mistrzostw Rosji: 2006 z Awangardem
- Puchar Spenglera: 2010 ze SKA

Indywidualne
- Superliga rosyjska 1998/1999: skład gwiazd pierwszoroczniaków
- KHL (2015/2016): pierwsze miejsce w klasyfikacji liczby wykonanych uderzeń ciałem w sezonie zasadniczym: 143
- KHL (2016/2017): pierwsze miejsce w klasyfikacji liczby wykonanych uderzeń ciałem w sezonie zasadniczym: 180
- KHL (2017/2018): pierwsze miejsce w klasyfikacji liczby wykonanych uderzeń ciałem w sezonie zasadniczym: 241
- KHL (2018/2019): pierwsze miejsce w klasyfikacji liczby wykonanych uderzeń ciałem w sezonie zasadniczym: 223[12]